# 서우산

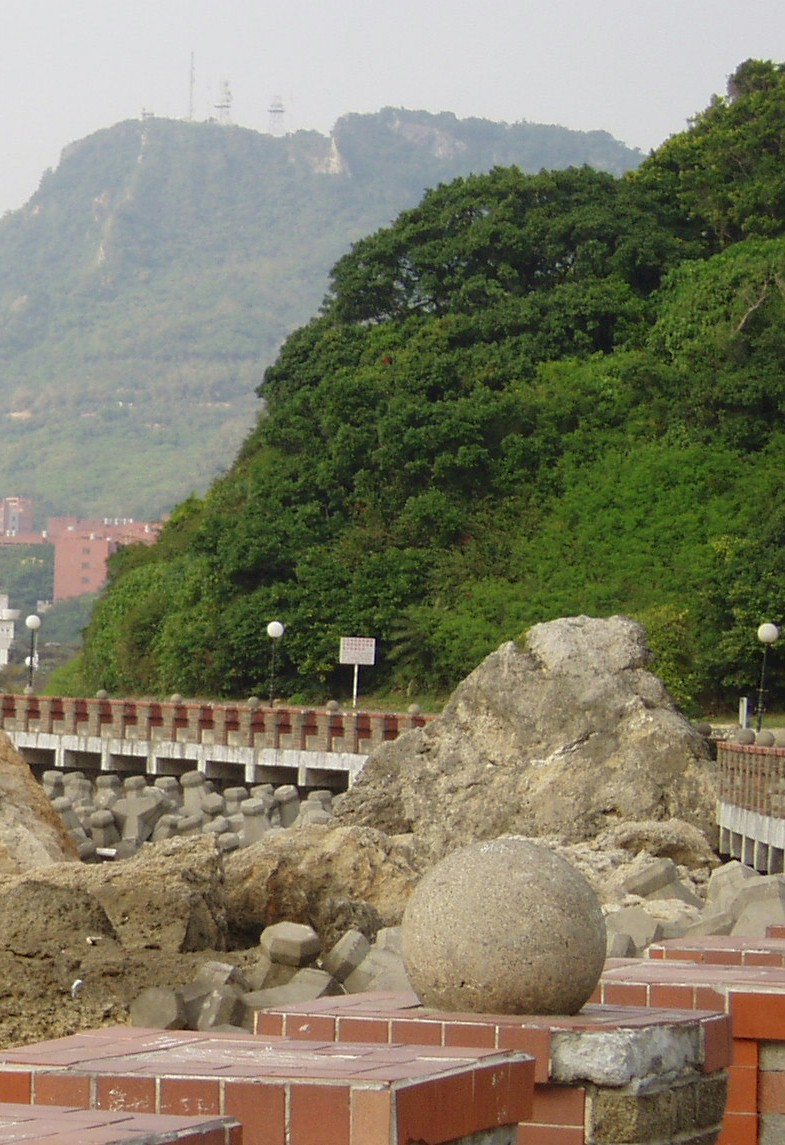

고대에는 차이 산( Chaishan) , 구산 (Gushan) , 가오슝산( Kaohsiung Mountain ), 따 구산(Dagou Mountain ) , 다구산( Dagu Mountain) 으로도 알려진 서우산(Shoushan)은 대만 가오슝시 남서쪽 해안 에 위치한 산으로 가오슝시 해변의 자연적인 장벽이기도 하다. 산의 일부는 구산 구 에 속하며 그 일부는 북쪽의 줘잉구 에 속한다 .서우산의 지질은 많은 천연 동굴이 있는 융기된 산호초 석회암이다. 산 전체에는 3개의 삼각 기초석이 있는데 , 그 중 능선 남쪽에 가오슝시 정부가 설치한 3203호 기준점 초석이 가장 유명하다. 서우산은 군사통제구역으로, 이 초석도 제한구역으로 분류돼 현재는 일반인에게 공개되지 않고 있어 사람들이 들어가고 있다.
서우산에는 서우산 국립 자연 공원 ,4개의 사찰, 순교자 사당 및 동물원과 같은 관광 명소가 있다. 산 정상에서는 가오슝항을 내려다볼 수 있고, 시즈만 너머로 지는 노을 과 가오슝 시내의 야경을 감상할 수 있다. 남부 지역은 대만 일제강점기에 서우산 공원으로 개발되었으며 , 그 안에 서우산 동물원이 위치해 있다. 북부 지역은 장기간의 군사 통제로 인해 완전하고 독특한 생태계가 보존되어 있으며, 대만원숭이가 번성하고 있다.
1989년부터 중화민국 국방부는 차이산에 대한 군사통제를 점차 해제하였고 , 1998년 가오슝시 정부가 나무판자 길을 깔아 가오슝 시민들의 등산과 관광 명소로 자리 잡았다.

## 역사
서우산은 4000~5000년 전으로 거슬러 올라가 가오슝에서 발견된 가장 오래된 문명 유적지 중 하나이다.  군사 시설은 17세기와 18세기 청나라 통치 와 1895년부터 1945년까지 일본 통치를 통해 건설되었다 . 현재는 수산 국립 자연 공원의 일부이며 관광 명소로 사용되고있다. 

### 역사적 명소
- 타카오 주재 영국 영사관은 1865 년 중국과 영국 간의 무역 중심지로 설립되었다. 지금은 역사적인 랜드마크로 활용되고 있다.
- 시즈완 – 산 남쪽 기슭에 위치하며 태평양을 마주하고 있는 시즈완은 바다 풍경으로 인해 가오슝의 주요 관광 명소 역할을 하는 천연 항구입니다.
- 국립중산대학교 – 1924년 에 광저우 에서 민주적 이상을 바탕으로 한 교육 기관으로 처음 설립한 이 대학은 1980년 시즈완에 재설립되었습니다.

## 이름
서우산(Shoushan)의 이름은 역사상 다양한 시대와 인종에 따라 다양한 이름으로 알려졌다.
- 지산(Zhishan) : 원나라 왕대원(王大庵) 이 지은 구국(七國)의 『도일지록 』 에 나오는 산 으로, 가오슝의 서우산을 가리킨다는 설도 있다.  그러나 이후 많은 학자들은  도일지록이 현재의 대만을 지칭한다는 생각에 의문을 제기했다.
- 후자이산 , 후터우산 , 후 웨이산 : 16세기 후반 복건성 해안에서 루손(카가얀) 까지 의 동방바늘길 항로에서 이 산은 해상 관측을 위한 중요한 항해 지점이었다. 16세기말에 쓰여진 항로설명서 『송풍향상 』 『태우에서 루존까지』 에는 펑후산, 호자산, 샤마치토우, 『천주에서 펑가실란까지』 등 중요한 항행 지점이 수록되어 있다. 이후 1680년대에 집필된 것으로 추정되는 1680년대에 쓰여진 『관정 법 ·천주에서 방재까지의 난산산맥의 수력』 에는 펑호산, 호두산, 사마기두산 등 중요한 항해 지점을 기술하고 있다.
- 채이산(Chaishan) : 채이산은 현재의 공식 명칭 외에 또 다른 잘 알려진 별명이다. 오랫동안 인근 나무꾼 의 땔감 공급원이 되어 왔으며 , 초기에는 네덜란드인들이 릴란 예(Relanje) 시로 장작을 운반하였다고 하여 차이산(象山)이라 불렀다  .

## 지리적 환경

### 지리적 위치
차이산은 대만 남부 가오슝시 남서쪽 해안에 위치하며 구산구 전체를 관통하며 남북 길이 약 5.5km, 동서 폭 2.5km, 면적 약 1,200헥타르에 이른다. 최대 고도 는 약 350~60미터이며 북쪽의 줘잉에서 시작된다. 도자원지역은 대만 해협을 막고 남쪽으로 서자 만  해안까지 뻗어 있다. 가오슝 항구와 치진의 치호우산을 공유한다. 두 산을 "균등하게 일치하는" 것으로 묘사했는데, 여기서 "드럼"은 서우산을 의미한다

### 기후
서우산은 대만 남부에 위치한 융기된 산호초 지형으로 기후는 열대성 기후로 연평균 기온은 약 25.1℃이며, 1월 최저 기온은 19.1℃, 8월 최고 기온은 29.1℃이다. 연평균 강수량은 1748.6mm이며, 강수량은 주로 6월과 10월 사이에 집중된다.

## 지질학
산은 산호초 와 석회암 으로 이루어져 있다. 석회암은 일반적으로 산호, 해조류 및 조개 껍질로 구성된다. 산의 지형은 바다의 침식 에 의해 심각한 영향을 받아 들쭉날쭉한 절벽과 종유석이 있는 동굴이 형성된다 . 
1. ↑  “https://nnp.cpami.gov.tw/에서 확인함”. |title=에 외부 링크가 있음 (도움말)